# Vodafone TV
Vodafone TV es un servicio de televisión digital interactiva que ofrece Vodafone en España a través de IPTV en las tecnologías FTTH y ADSL, y a través de cable en la tecnología HFC. El servicio comenzó sus emisiones el 19 de mayo de 2006 como una plataforma incluida en los servicios Vodafone live! de los teléfonos móviles que utilizaba la tecnología 3G de Vodafone.
A 1 de enero de 2022, Vodafone TV es la segunda plataforma de televisión por suscripción en número de abonados en España, con 1,5 millones, equivalentes al 18% del mercado.

## Historia
El 19 de mayo de 2006, Vodafone anuncia su plataforma de televisión por suscripción que funcionaba en el servicio Vodafone live! que utilizaba la tecnología 3G del teléfono móvil. En su presentación ofrecía nueve canales de televisión. Meses más tarde, el 27 de diciembre de 2006, Vodafone y Sogecable llegan a un acuerdo para distribuir Digital+ Móvil en el servicio Vodafone live!, ampliando así el número de canales de televisión con otros nueve más. Años más tarde, el 16 de octubre de 2009, la compañía anunció la integración del canal Gol Televisión en la oferta de televisión en teléfonos móviles. Por último, el 23 de agosto de 2010, la empresa anunció una nueva oferta de ADSL con Gol Televisión.
El 9 de febrero de 2014, Vodafone anuncia una oferta para comprar Ono incluyendo el servicio de televisión Ono TV. El 24 de febrero de 2014, Vodafone anuncia un acuerdo con Prisa TV para ofrecer Yomvi con acceso multidispositivo incluyendo el fútbol.
El 1 de septiembre de 2015, Vodafone anuncia que incluirá el servicio de televisión por Internet Netflix en su oferta de Vodafone TV y ese mismo año se lanza la oferta de servicios convergentes llamado Vodafone One, de esta manera el servicio Ono TV pasa a denominarse Vodafone TV. El 21 de marzo de 2016, Vodafone anunció que comercializaría un decodificador 4K para el servicio de televisión, siendo el primer operador de televisión por suscripción en España en ofrecer contenido en 4K. Además, el servicio Vodafone TV Bares fue pionero en España en ofrecer un encuentro semanal de LaLiga Santander en calidad 4K Ultra HD a través del canal LaLigaTV 4K producido por Mediapro. El 29 de mayo de 2016, Vodafone anuncia la inclusión del servicio de televisión por Internet HBO España en su oferta de Vodafone TV.

## Modalidades del servicio
Vodafone TV renovó su oferta de televisión el 15 de abril de 2019 y en la actualidad ofrece 11 paquetes diferentes de televisión.
- Seriesfans es el paquete dedicado a las series con canales como AXN, Fox, TNT, Calle 13, SyFy entre otros así como también acceso a HBO España.
- Serieslovers incluye el pack anterior (Seriesfans) y además el servicio Amazon Prime Video.
- Mas Cine es el paquete dedicado al cine con canales como Somos, Dark, Hollywood y acceso también al servicio de cine Filmin.
- Mas Series es el paquete dedicado al mundo de las series ampliadas con acceso a AMC+ y al servicio turco de novelas Dizi.
- Documentales es el paquete dedicado a la naturaleza y la ciencia con acceso a Nat Geo Wild, Odisea, Discovery, Escapa TV, AMC Crime, AMC Break, etc.
- Música es el paquete dedicado a la música con canales como MTV 80s, MTV 90s, MTV Live, MTV Hits, MTV 00s, Nick Music, Club MTV, All Flamenco, Stingray Classica, Mezzo y Mezzo live, etcétera.
- Deportes
  - Deportes 1  1es el paquete dedicado al mundo de los deportes con acceso a Eurosport 2, Betis TV, Extreme Sports Channel, Sevilla FC TV, Surf Channel, etc. y también al servicio Eurosport Player y a la LIGA HYPERMOTION 2ª DIVISION, deportes olímpicos excepto fútbol.
  - Todo fútbol Deportes 2 todo lo relacionado con el mundo del fútbol. Primera división España, Copa deceuropa de clubes, grandes ligas extranjeras… tanto masculina como femenina
- Caza con acceso a los canales Cazavisión e Iberalia TV
- Universal con acceso a los canales básicos de noticias, internacional y autonómicos internacionales como BBC World News, CNN International, Caracol Internacional, TV Galicia, EITB Basque, etc.

Todos estos paquetes están sujetos a un pack común básico que incluye canales como XTRM, AMC, Eurosport 1, National Geographic, Cosmo entre otros además de los canales generalistas y TDT habituales. Además incluye todos los canales que emiten a nivel nacional de España en la TDT y todos los canales autonómicos que emiten en la TDT en la correspondiente Autonomía.
Además de estos paquetes mencionados, desde el 12 de agosto de 2021 están disponibles también otros 2 nuevos como:
- Familyfans con acceso a los canales infantiles Nick Jr., EnFamilia, Dreamworks, Disney Junior, Nickelodeon, Baby TV y al servicio Disney+
- Familylovers con acceso a todo lo anterior y además al servicio Amazon Prime Video.

## Compatibilidad de dispositivos
Los siguientes dispositivos son compatibles con Vodafone TV y su hardware de visionado streaming:
- Vodafone TV dispone de tres descodificadores de televisión según el tipo de calidad o el tipo de conexión, estos son: 4K, fibra y ADSL.
- Smart TV: Samsung en modelos posteriores al año 2017.
- Google Chromecast.
- Amazon Fire TV Stick.
- Móviles y tabletas Android: versión de software 6.0 (Marshmallow) y posteriores.
- Dispositivos Apple (iPhone, iPad y iPod touch): versión iOS 9 y posteriores.
- Web: se puede acceder a Vodafone TV a través de su página web tv.vodafone.es.